# おんぶ

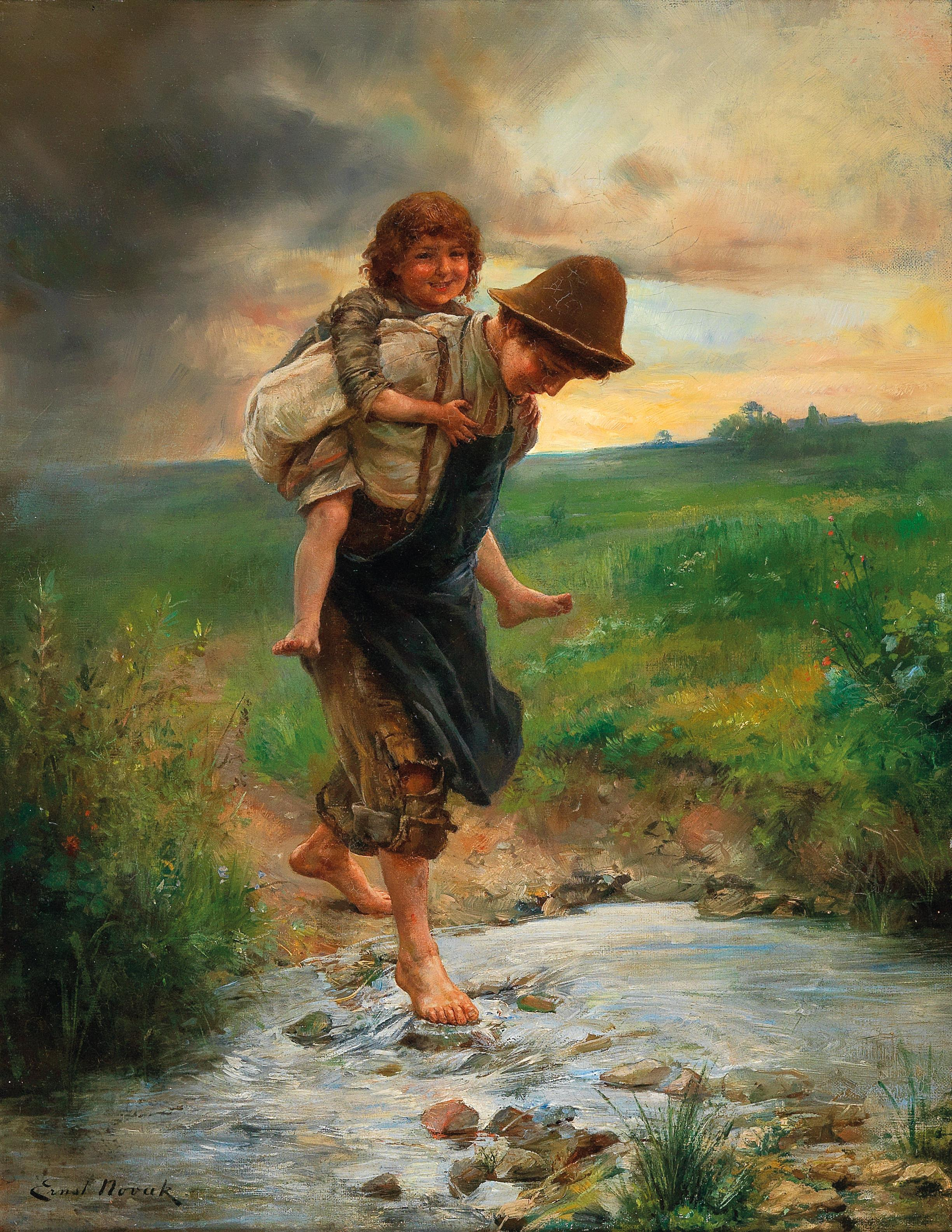
Ernst Nowak『Piggyback』1919作

おんぶ（負んぶ）は、一人の人物をもう一人の人物が背中に担ぐ行為。おっぱとも云う。育児や遊戯、歩行に支障がある人の移動などで行われる。通常は背負う側が両手を後ろに回し、背負われる側の腰のやや前方を両手で持って体重を支えるが、おんぶしながら両手を自由にするために「おぶい紐」などの補助具を用いる場合もある。
子どもが親の背中にしがみつく行動は他の動物にも見られるが、親の側から子どもを背負うのは人間独特の行動である。

## こどもを背負うおんぶ

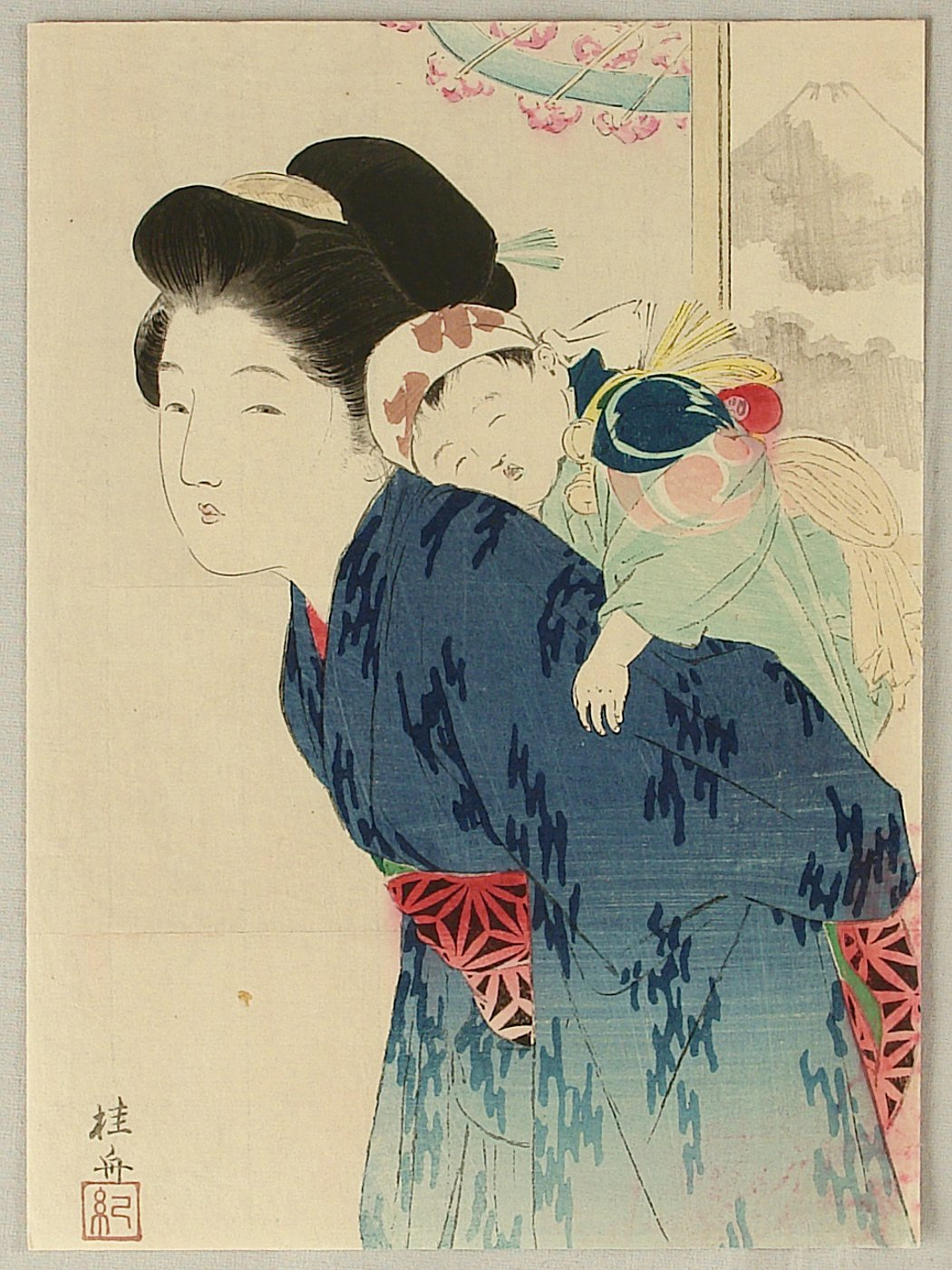
武内桂舟画。1912年

おんぶは赤ちゃんをあやすなどのスキンシップとして行われるほか、保育をしながら買い物や家事といった他の作業をしたいときに、目を離さず作業する場面に用いられる。乳児をおんぶする場合、成長して首が据わってから行う必要がある。
乳幼児を過ぎたのちも、「おんぶジャンケン」など子どもの遊びとしておんぶが行われることもある。

## 大人を背負うおんぶ

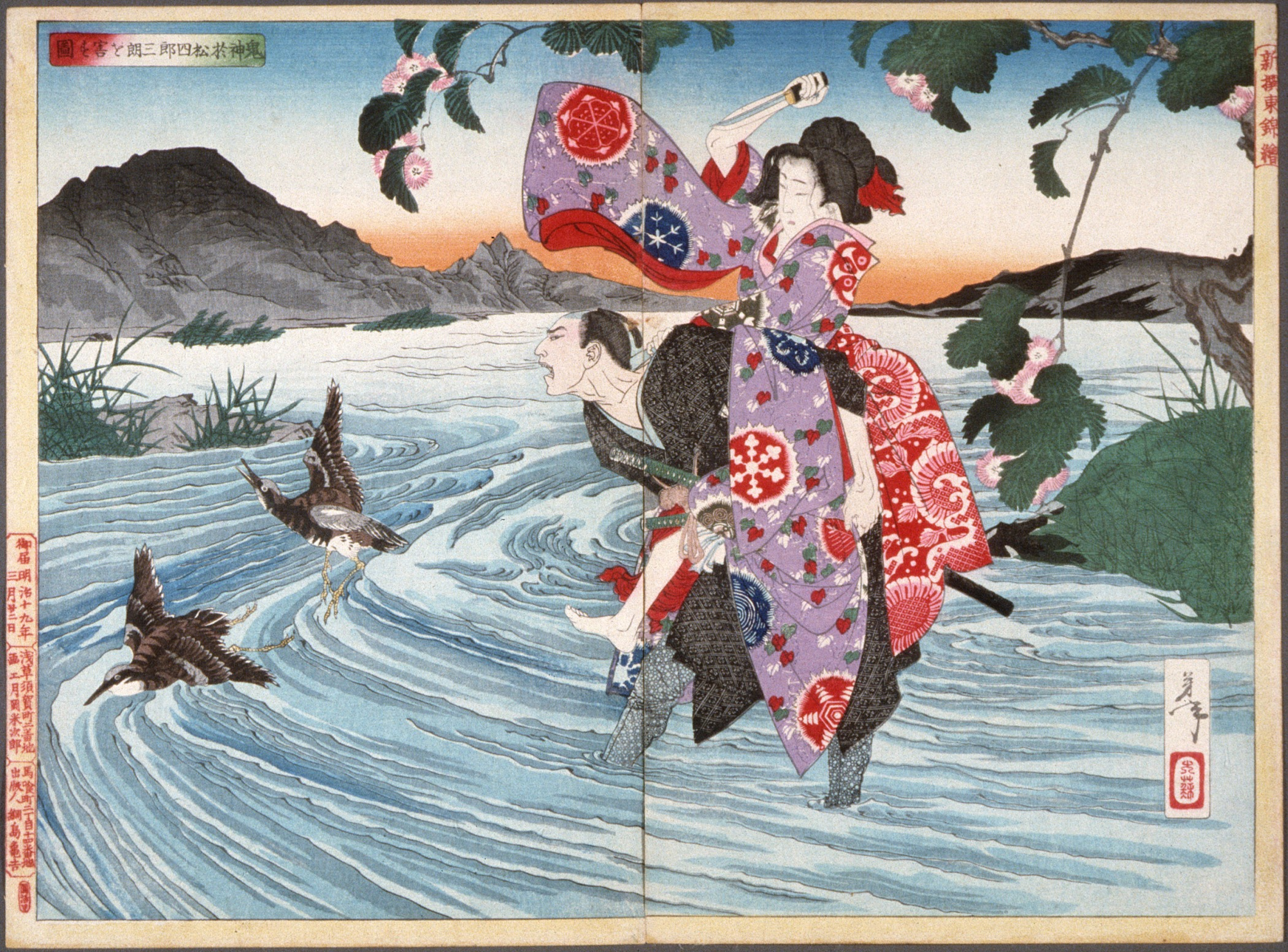
おんぶをさせ川を渡る途中で夫の仇を襲う鬼神のお松。月岡芳年画

おんぶは負傷者や老人など、歩行に支障のある大人の搬送や介助にも用いられる。
現代の日本では健常な大人同士がおんぶすることは少ないが、中世の日本では女性は「足弱」といわれ、何かから避難するときなど非常時に女性を男性がおんぶすることは珍しい事ではなかった。男女のおんぶは婚姻の風習の中にも見られ、『伊勢物語』の在原業平と高子の恋愛譚に見られるように、中世文学でもおんぶは恋愛や婚姻を象徴する行為となっている。